# Swale Island
Swale Island är en ö i Kanada.   Den ligger i provinsen Newfoundland och Labrador, i den östra delen av landet, 1 700 km öster om huvudstaden Ottawa. Arean är 10,9 kvadratkilometer.
Terrängen på Swale Island är platt. Öns högsta punkt är 124 meter över havet. Den sträcker sig 4,2 kilometer i nord-sydlig riktning, och 7,5 kilometer i öst-västlig riktning.